# وئولیا واتر
وئولیا واتر (انگلیسی: Veolia Water) شرکت آب فرانسوی است، که در سال ۱۸۵۳ بنیان‌گذاری شد.